# Hornet La Frappe
Hornet La Frappe, pseudonimo di Mounir Ben Chettouh (Argenteuil, 5 dicembre 1991), è un rapper francese di origine algerina.

## Biografia
Mounir Ben Chettouh è nato ad Argenteuil, nel dipartimento della Val-d'Oise, in una famiglia di origine algerina, ed è cresciuto a Épinay-sur-Seine.

## Carriera
Comincia a scrivere alcuni testi sin dall'età di 13 anni, ma è nel 2012 che la sua carriera incontra un punto di svolta, grazie alla firma per l'etichetta TXT del rapper Busta Flex. Con essa, nel 2014, pubblica il suo EP di debutto Réussir ou Mounir, il cui nome deriva dal titolo francese del film Get Rich or Die Tryin'. A un certo punto l'artista inizia a dubitare del suo futuro nell'hip hop francese, e pertanto si pone l'obiettivo di affermarsi nel settore entro un anno. Nei mesi seguenti escono diversi singoli e freestyle, che gli permettono di acquisire fama e la stima di colleghi come Sofiane e Kalash Criminel. Il brano Gramme 2 peuf, pubblicato a fine 2016, riscuote un buon successo e viene certificato disco di platino.
Il 29 settembre 2017 esce il mixtape Nous-mêmes, seguito, il 21 settembre dell'anno successivo, dal primo album in studio, dal titolo Dans les yeux. Il disco si compone di 17 tracce, comprese collaborazioni con artisti come Heuss l'Enfoiré, Lacrim e Ninho. Il suo secondo album, Ma ruche, viene reso disponibile il 31 gennaio 2020, e vanta la partecipazione di Da Uzi, Leto, RK, Soolking, Alonzo e Kalash Criminel.
Il 27 agosto 2021 è la volta di Toujours nous-mêmes, in cui è presente la traccia Riche comme un tuche, realizzata insieme al fratello Dwen. Inoltre, il progetto presenta come ospiti anche Maes, Ninho e Landy. Dopo una serie di singoli, il rapper torna nel 2023 con il mixtape Avant cités d'or, composto da 12 tracce, tutte senza featuring.

## Discografia

### Album in studio
- 2018 – Dans les yeux
- 2020 – Ma ruche

### Mixtape
- 2017 – Nous-mêmes
- 2021 – Toujours nous-mêmes
- 2023 – Avant cités d'or

### EP
- 2014 – Réussir ou Mounir
- 2025 – Sources